# フランク・ヤシック
フランシス・A・ジャシック（Francis A. "Frank" Jaciuk、1940年5月17日 - ）はアメリカ合衆国・ミシガン州出身の元プロ野球選手（内野手）。右投右打。
日本プロ野球での登録名は「フランク・ヤシック」。

## 来歴・人物
ルーズベルト高校卒業後、プロ入り。
1958年からマイナーリーグで試合に出場する。1962年（5年目）に、トリプルAクラスのシラキュース・チーフスの試合に出場するようになる。同年、日本の阪神タイガースでは、三塁手のスタメンであった三宅秀史が負傷し、三塁手に穴が開いた。そのため、阪神が三宅の穴を埋める選手として白羽の矢が立った。
1963年に阪神に入団。ヤシックは、入団会見で｢40ホームラン打つ｣と言い、背番号も1と期待された。ところが87試合の出場で打率2割に届かず2本塁打に終わり、同年オフに解雇された。
阪神退団後は、米球界には戻らなかった。

## 詳細情報

### 年度別打撃成績
| 年 度     | 球 団     | 試 合 | 打 席 | 打 数 | 得 点 | 安 打 | 二 塁 打 | 三 塁 打 | 本 塁 打 | 塁 打 | 打 点 | 盗 塁 | 盗 塁 死 | 犠 打 | 犠 飛 | 四 球 | 敬 遠 | 死 球 | 三 振 | 併 殺 打 | 打 率 | 出 塁 率 | 長 打 率 | O P S |
| --------- | --------- | ----- | ----- | ----- | ----- | ----- | -------- | -------- | -------- | ----- | ----- | ----- | -------- | ----- | ----- | ----- | ----- | ----- | ----- | -------- | ----- | -------- | -------- | ----- |
| 1963      | 阪神      | 87    | 221   | 199   | 13    | 38    | 11       | 0        | 2        | 55    | 16    | 3     | 3        | 5     | 0     | 16    | 0     | 1     | 40    | 5        | .191  | .255     | .276     | .531  |
| 通算：1年 | 通算：1年 | 87    | 221   | 199   | 13    | 38    | 11       | 0        | 2        | 55    | 16    | 3     | 3        | 5     | 0     | 16    | 0     | 1     | 40    | 5        | .191  | .255     | .276     | .531  |

### 背番号
- 1 (1963年)